# Rössing (Adelsgeschlecht)

Wappen derer von Rössing

Rössing ist der Name eines uradeligen Geschlechts aus dem südlichen Niedersachsen, das aus der Ministerialität des Hochstifts Hildesheim hervorgegangen ist und erstmals 1132 auf dem Stammsitz Rössing erscheint, welcher der Familie bis heute gehört.
Seit 1398 waren die Rössings Erbmarschälle des Bistums Halberstadt und seit 1506 Erbküchenmeister des Fürstentums Calenberg.

## Geschichte

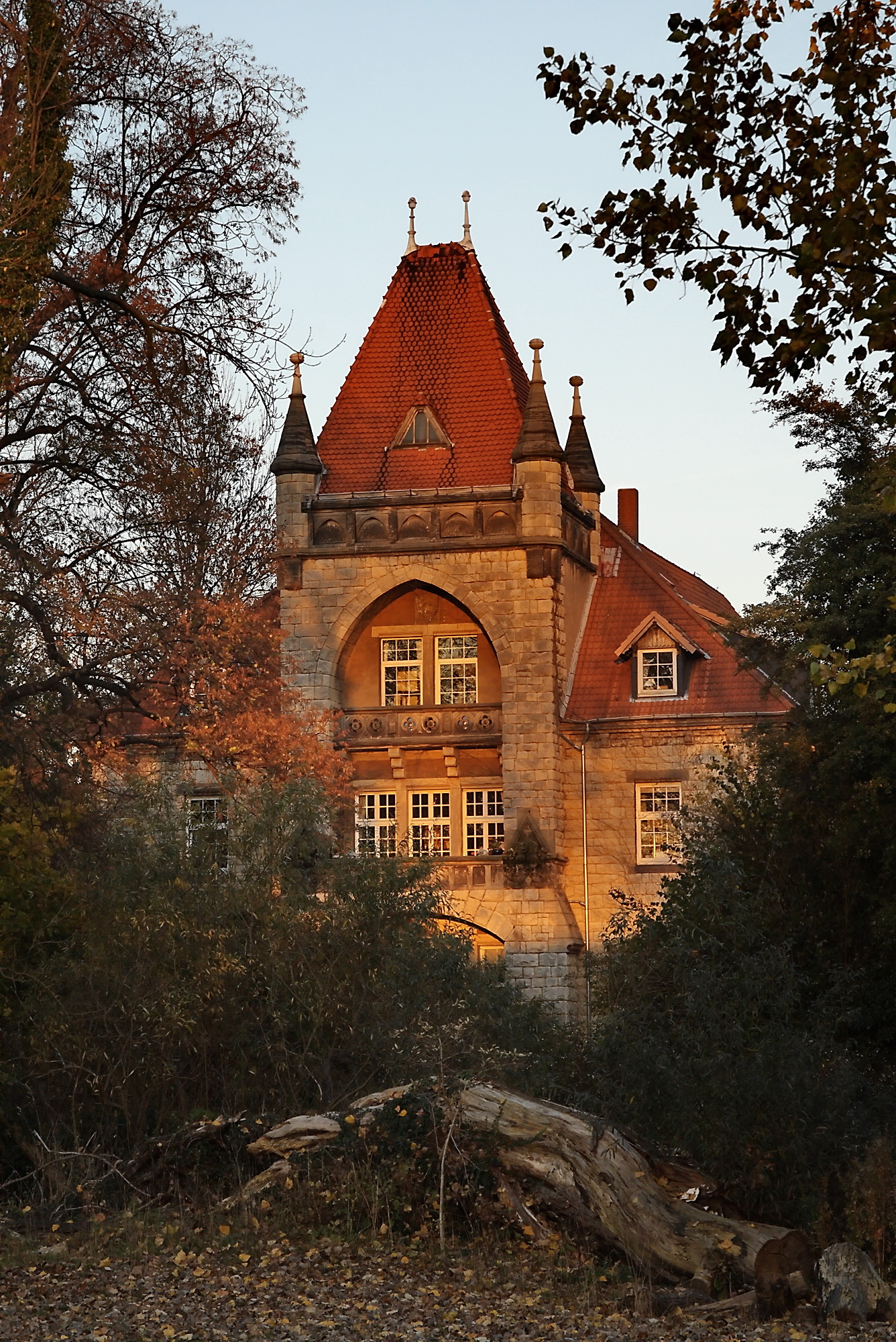
Rittergut Rössing

Erster bezeugter Familienangehöriger ist Ernestus de Rotthige, der 1132 urkundlich erwähnt wird, während mit Thidericus de Rothinge (Dietrich von Rössing; 1175–1182 urkundlich nachgewiesen) die Stammreihe beginnt.
Seit Lippold de Rottingen de Honboken (1296) siegelt die Familie mit dem Löwenwappen, das heute noch Bestandteil des Wappens der niedersächsischen Gemeinde Rössing (Nordstemmen) ist. Er hatte durch Heirat der Erbtochter der Edelherren von Hohenbüchen (Honboken) die gleichnamige Herrschaft an sich gebracht, obwohl die Rössings selbst nicht edelfreien Standes waren. Doch wurde die Burg Hohenbüchen schon 1311 in einer seit 1305 andauernden Fehde gegen die Edelherren von Homburg ruiniert und die Homburger besetzten Hohenbüchen, bis die Herren von Rössing endlich 1355 resignierten und ihr Lehnsrecht an Hohenbüchen an die Homburger Dynasten offiziell verkauften. So wurde erst 1454 wieder ein adliger Sitz auf der alten Burgstelle Hohenbüchen errichtet.

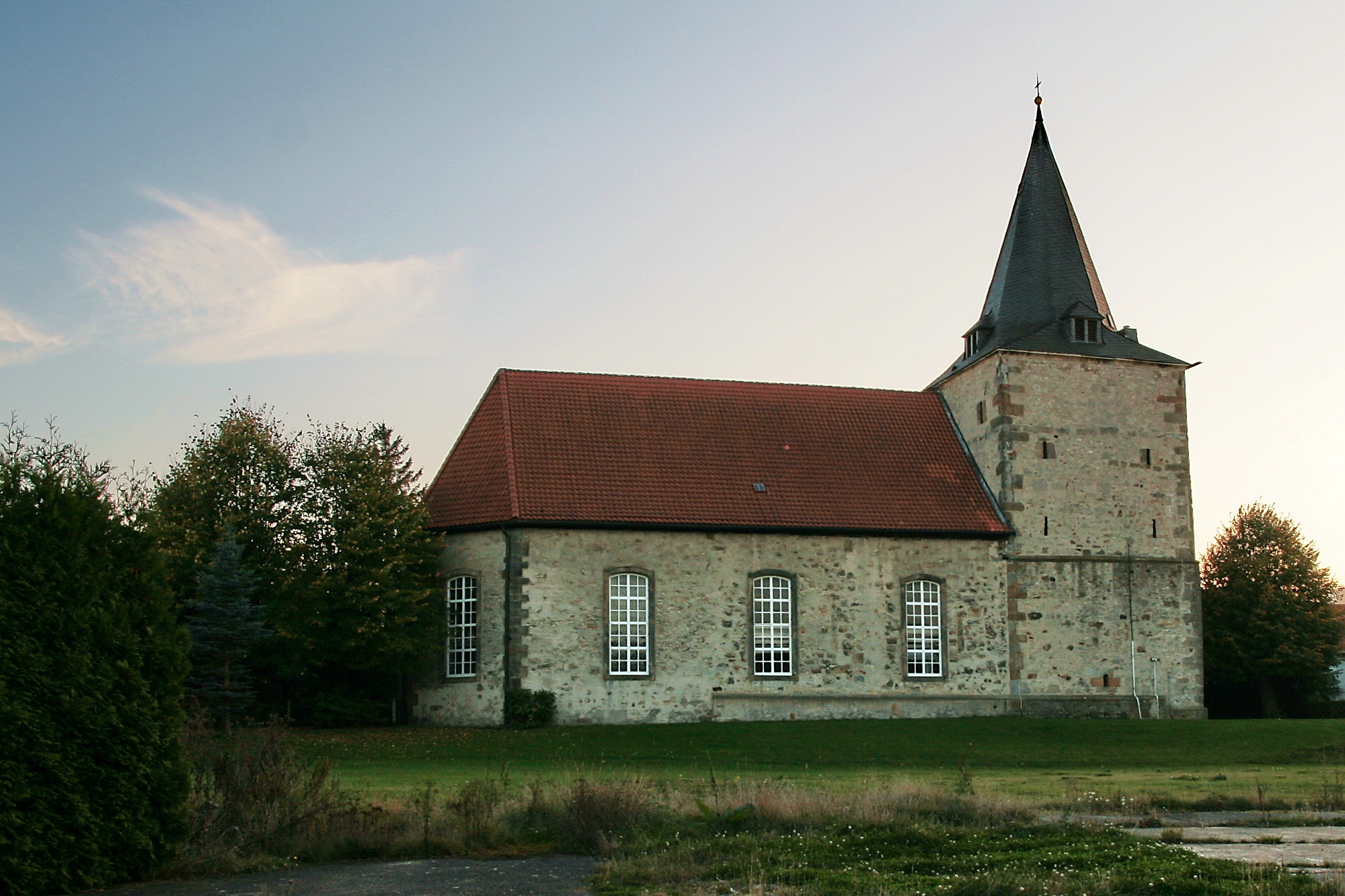
Kirche St. Peter und Paul zu Rössing, 1290 gestiftet

Die Herren von Rössing übten auf ihrem Stammsitz, dem Rittergut in Rössing, die Patrimonialgerichtsbarkeit aus; sie hatten das Mühlenrecht und das Braurecht inne und bis heute das Kirchenpatronat, da sie, gemäß der Überlieferung, die örtliche Kirche St. Peter und Paul um 1290 auf eigenem Grund und Boden gestiftet hatten. Elisabeth von Calenberg, Witwe von Herzog Erich I von Calenberg, führte in der Zeit der Minderjährigkeit ihres Sohnes Erich II 1543 in Rössing die Reformation ein. Rössing wurde nie rekatholisiert, die Mitglieder der Familie sind seit 1543 evangelisch.
Herzog Erich der Ältere erwarb 1537 die Pfandschaft über das Meierding in Rössing mit Vogtei und Gericht. Die Welfen teilten sich somit mit den Herren von Rössing die Gerichtsbarkeit bis 1821, als die hannoversche Regierung die Auflösung des Adeligen Gerichts derer von Rössing verfügt und beide Gemeindeteile 1829 unter calenbergischer Verwaltung vereinigt werden.
Auch in Alvessem hatten die von Rössing bereits um 1330 Grundbesitz, in der ersten Hälfte des 16. Jahrhunderts besaßen sie dort den Zehnten. Später wurde der Ort Wüstung. Ebenso gehörten sie, wohl als Erben der Herren von Alvessem, urkundlich seit 1441 in Beuchte zu den Hauptgrundbesitzern.

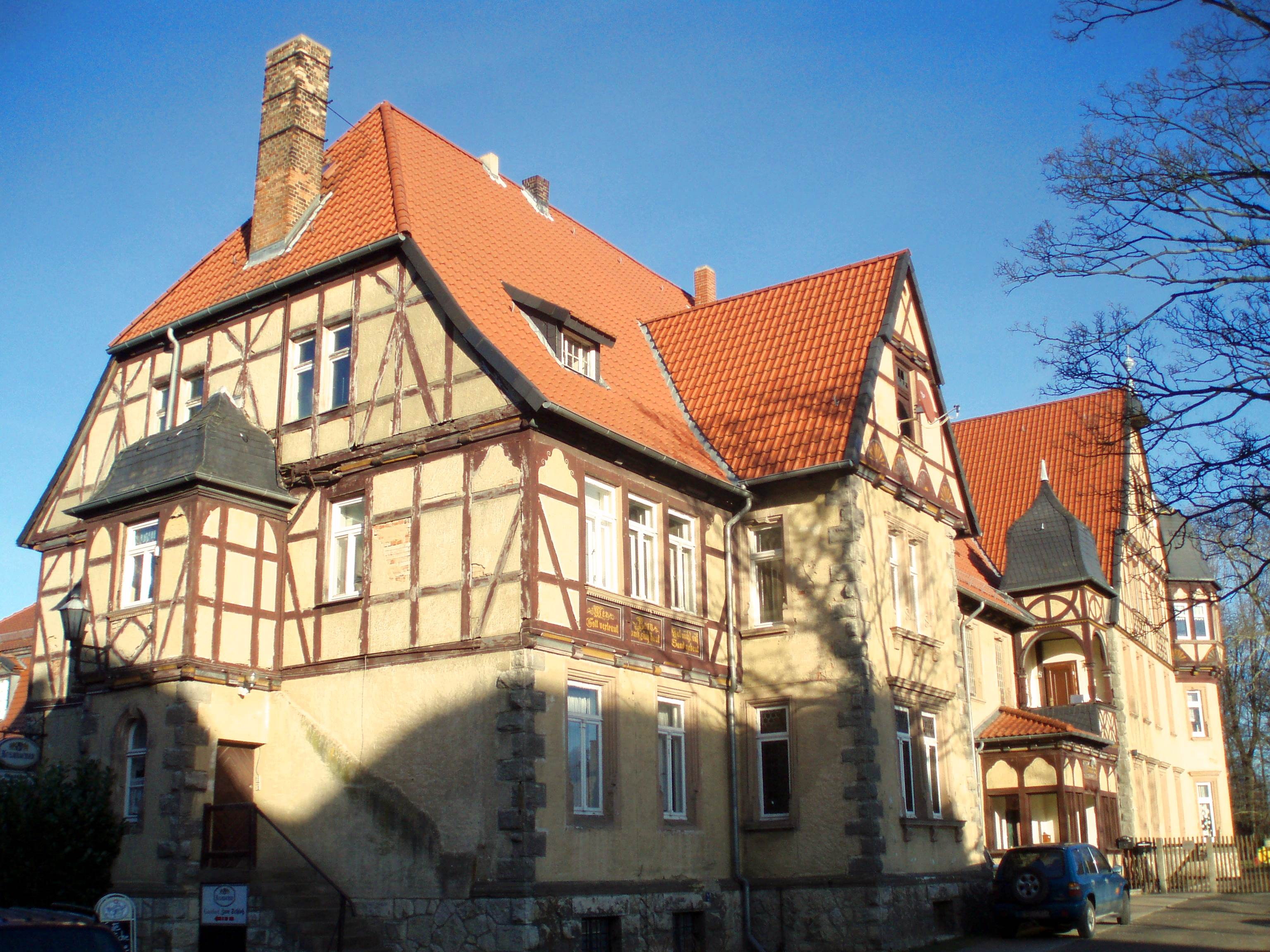
Rittergut Berßel, 1398–1832 in Familienbesitz

In Berßel im nördlichen Harzvorland (bis 1648 zum Bistum Halberstadt und danach zum gleichnamigen Fürstentum gehörend) befand sich ein Rittergut, das von 1398 bis 1832 den von Rössing gehörte und bis 1848 Sitz eines Patrimonialgerichts war, dem der Ort unterstand. Ebenso, bis 1848, war es im nahen Wülperode, welcher Ort und das lokale Schloss den Rössing schon gehörte, als sich in der ersten Hälfte des 16. Jahrhunderts im Bistum Halberstadt die Reformation durchsetzte. Im 18. Jahrhundert verfügten die von Rössing noch über einen sehr umfangreichen Lehnsbesitz. Im Zuge von Schulden und von Erbstreitigkeiten, die 1713 sogar eine kaiserliche Kommission beilegen sollte, gehen jedoch die seit 1398 in Familienbesitz befindlichen fürstlich halberstädtischen Besitzungen Berßel, Suderode und Osterwieck 1832 dem Adelsgeschlecht verloren.

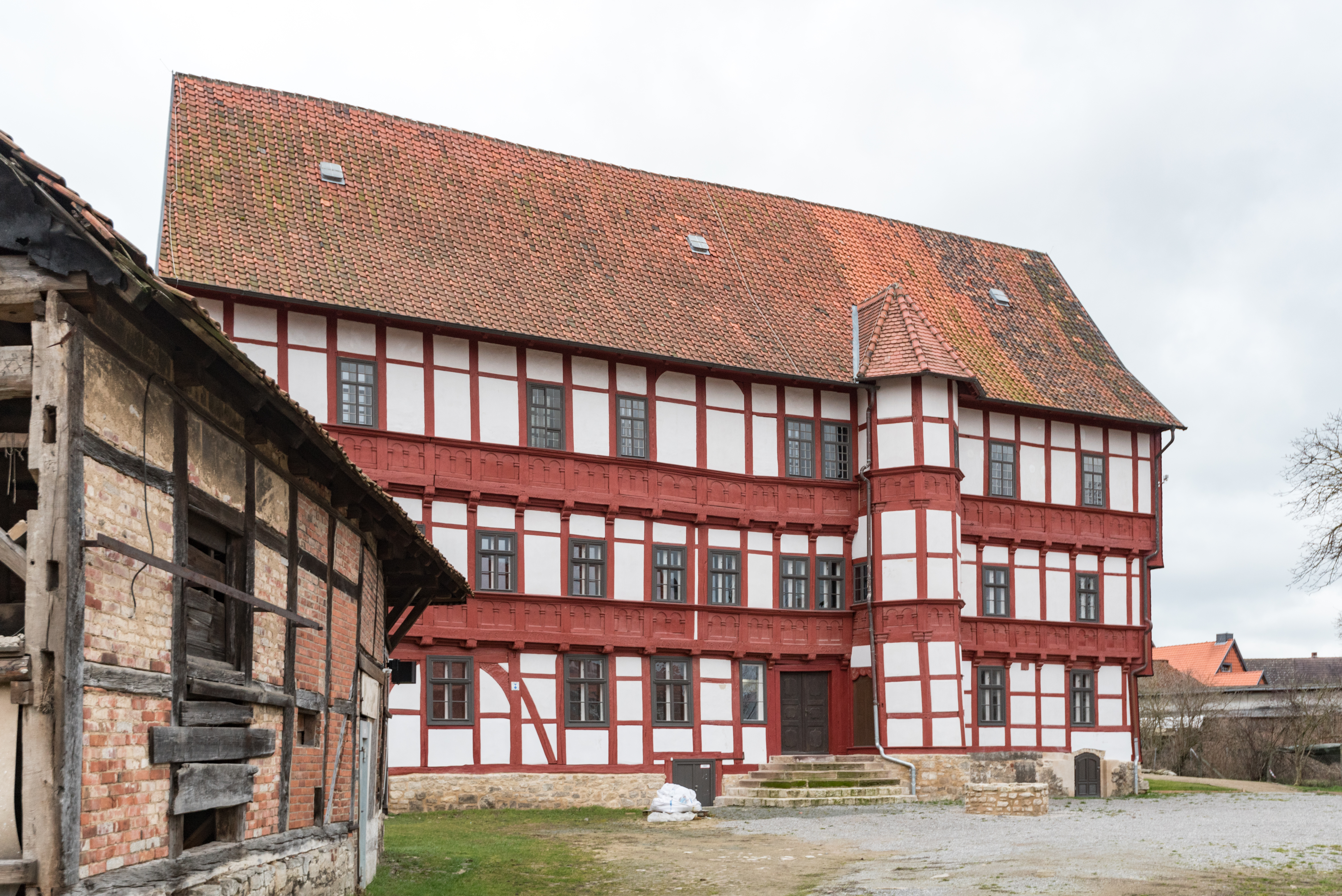
Bunter Hof in Osterwieck

Der Bunte Hof in Osterwieck wurde von 1579 bis 1582 durch Ludolph I. von Rössing errichtet, der zehn Jahre später in Rössing auf den Resten der alten Burganlage ebenfalls einen zweigstöckigen Fachwerkbau mit rundem Turm erbaute. Der Bunte Hof, dessen Areal vermutlich bereits seit Mitte des 15. Jahrhunderts der Familie von Rössing gehörte, blieb bis 1847 in ihrem Besitz. Auf diesem Hof hatte sich um 1070 der bayerische Herzog Otto von Northeim im Sachsenkrieg mit sächsischen Edelleuten gegen Kaiser Heinrich IV. verbündet.

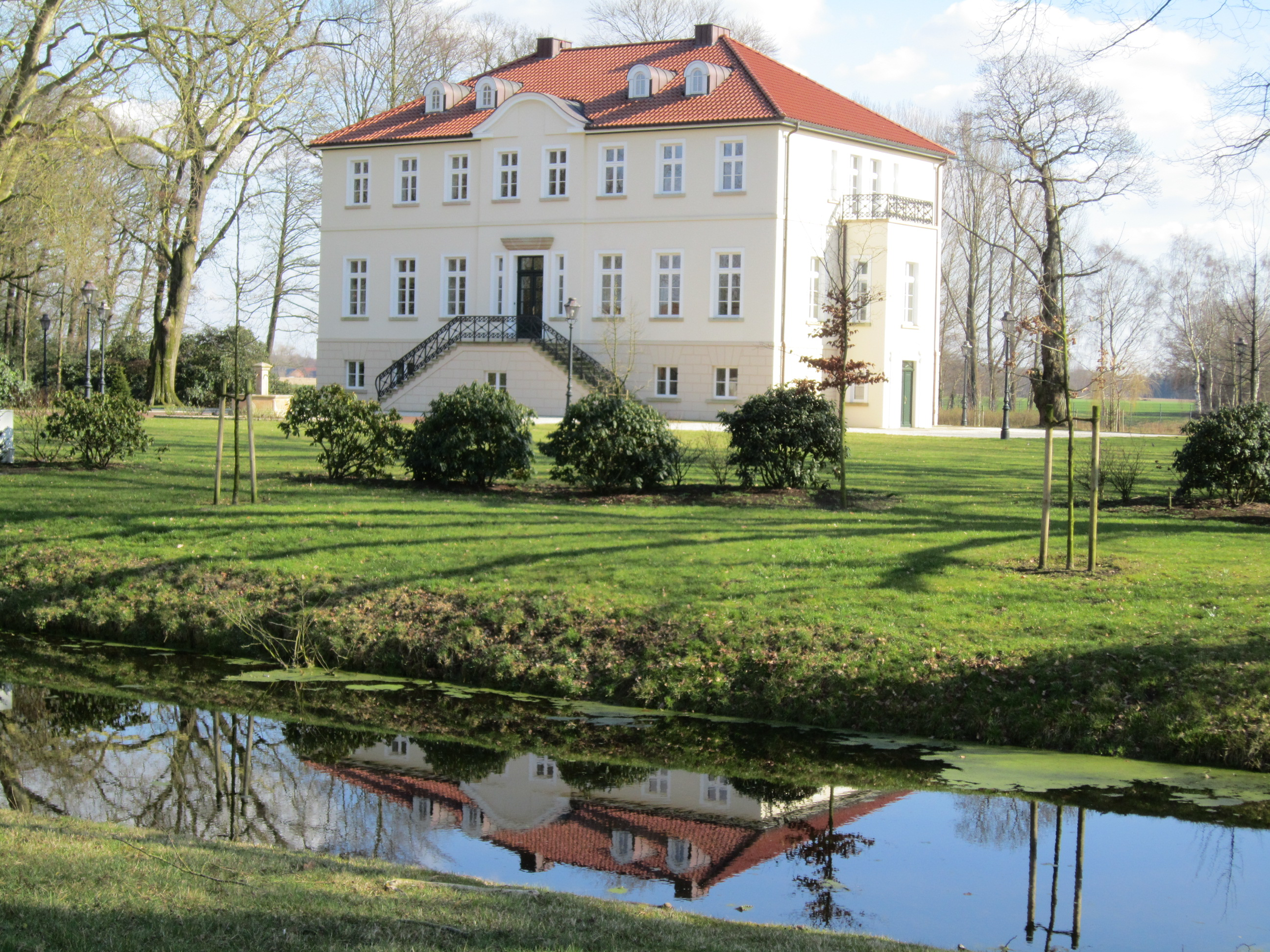
Gut Lage mit Wassergraben

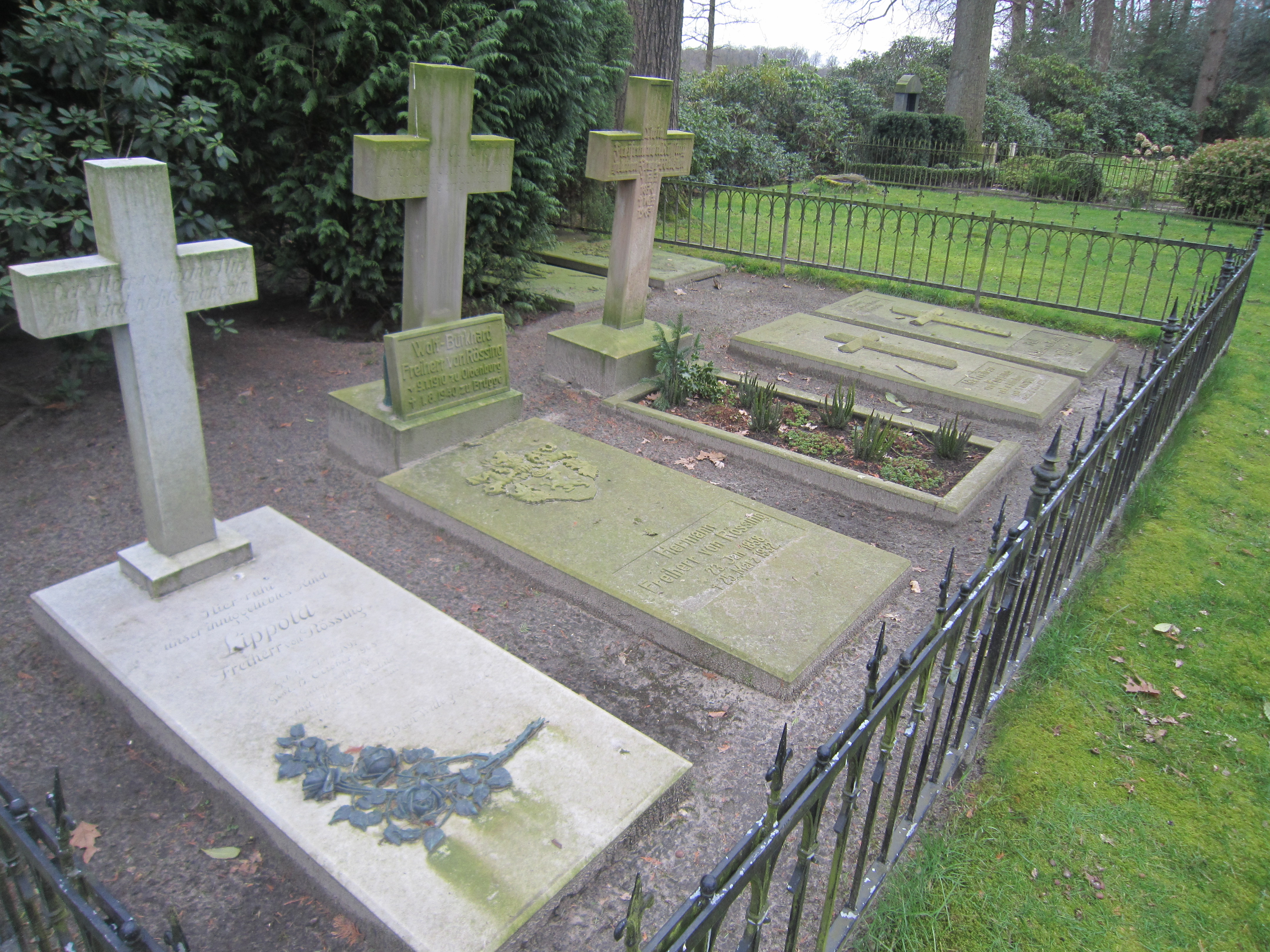
Gräber von Angehörigen der Seitenlinie „Rössing zu Lage“ auf dem evangelischen Friedhof Wulfenau

Eine Linie der Familie Rössing bestand aus Mitgliedern, die als höhere Beamte und Politiker in den Dienst des Herzogtums Oldenburg, später des Großherzogtums Oldenburg traten. In dieser Eigenschaft erwarben sich insbesondere Friedrich Ludwig von Rössing, Ernst Conrad Christian von Rössing und Peter Friedrich Ludwig von Rössing große Verdienste. Ernst Conrad Christian von Rössing erbte 1810 das Rittergut Lage in Essen (Oldenburg) von seinem Vetter Adam Daniel von Rochow (die Rochow hatten es 1704 von der oldenburgischen Adelsfamilie van Lutten durch Heirat erworben). Die Linie „Rössing zu Lage“, die auch Anteile an Rössing besaß, erlosch 1934 im Mannesstamm mit dem Tod Rudolfs von Rössing. Grabstätten der Linie Rössing zu Lage befinden sich heute noch auf dem Friedhof Wulfenau. Das Gut Lage verblieb bis 1948 im Familienbesitz.

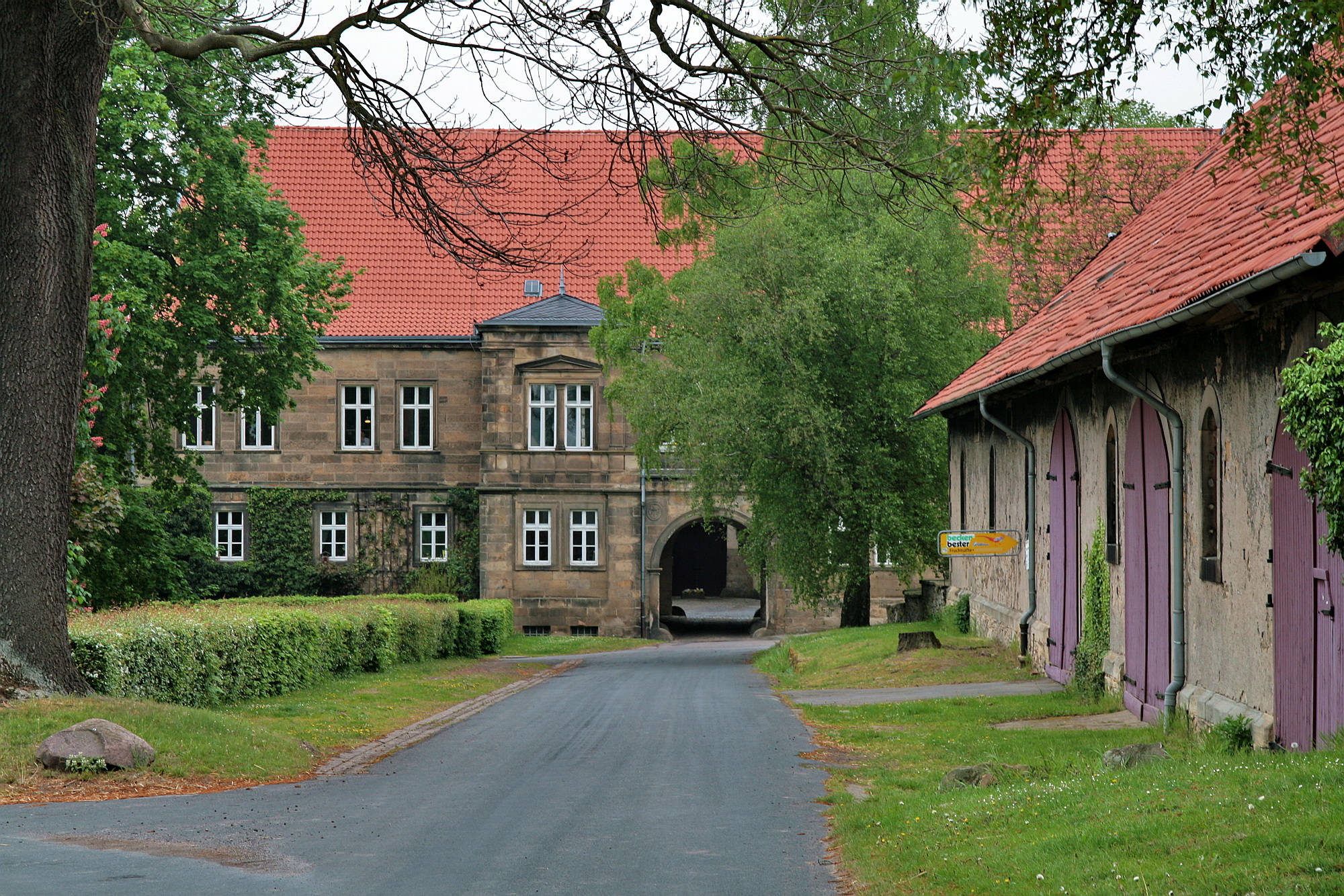
Rittergut Stemmen

Das Rittergut Stemmen in Stemmen kam in den Besitz der Familie, als Curt Hildebrand Freiherr von Rössing Luise von Kaufmann heiratete, die Tochter des königlich preußischen Landesökonomierats Friedrich von Kaufmann (1822–1895) auf Stemmen (sowie Schwester des Fritz von Kaufmann, Mitglied des Deutschen Reichstags und des Braunschweigischen Landtags). Seit 1877 leitete Freiherr von Rössing die Bewirtschaftung des Gutes, das der Stemmener Zweig der Familie bis heute besitzt, der dort auch das Kirchenpatronat ausübt.
Johanna Freiin von Rössing (* 1906), vormals auf Rössing, war die Tochter des präsidierenden Landschaftsrats der Ritterschaft des Fürstentums Hildesheim und königlich preußischen Majors a. D. Louis Freiherr von Rössing auf Rössing. Sie heiratete 1927 zu Rössing den Juristen Lothar von Hugo auf Friedland (1890–1975). Ihr ältester Sohn Gerhard wurde 1949 von seiner Großtante Helene Freiin von Rössing († 1964) adoptiert, übernahm von seiner Mutter das Rittergut Rössing und nahm den vereinten Namen Freiherr von Rössing und von Hugo an, wozu ihm 1952 vom Deutschen Adelsrechtsausschuss eine Nichtbeanstandung ausgesprochen und er mit seiner Familie in die freiherrliche Abteilung des Genealogischen Handbuchs des Adels aufgenommen wurde. Sein Sohn, Kurt-Alexander Freiherr von Rössing, bewirtschaftete das Gut seit 1995.

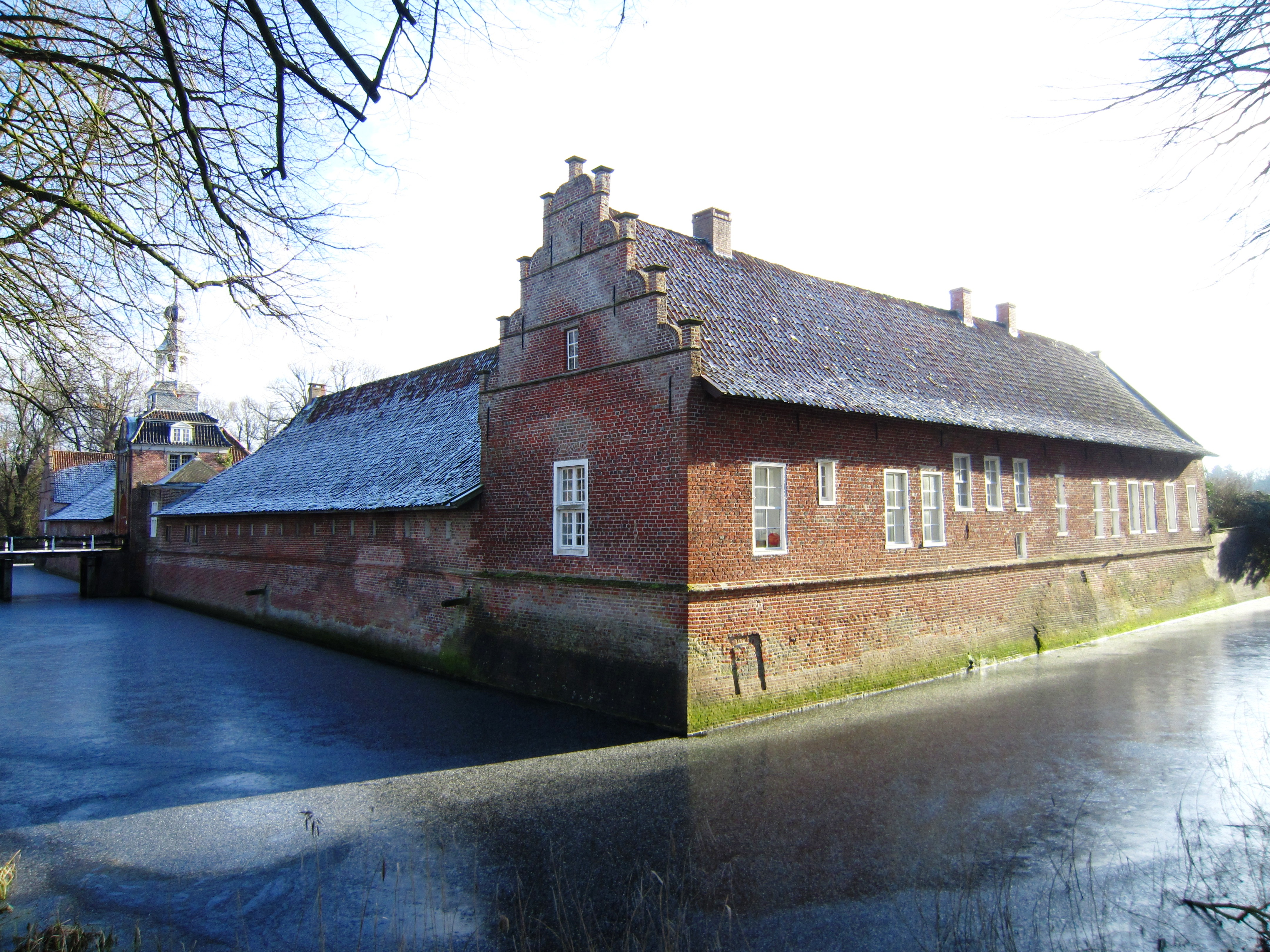
Schloss Lütetsburg

Ein jüngerer Sohn der Johanna von Hugo geb. Freiin von Rössing, Jörg von Hugo, heiratete 1968 zu Lütetsburg Huberta Gräfin zu Innhausen und Knyphausen (1942–2011), Tochter des Karl-Theodor Graf zu Innhausen und Knyphausen (1910–1942) auf Pansewitz, Insel Rügen, Nichte des letzten und Enkelin des zweiten Fürsten zu Innhausen und Knyphausen, Dodo (1876–1931), und daher trug er gemäß § 1355 BGB seit 1979 den Namen von Hugo-Graf zu Innhausen und Knyphausen. Die aus der Ehe stammenden Kinder Tido, Alvo und Theda führen den Namen Graf bzw. Gräfin zu Innhausen und Knyphausen. Die Familie bewohnt Schloss Lütetsburg.

## Hofämter und Standeserhöhungen
1398 belehnte Ernst von Hohnstein († 1400), seit 1390 Bischof von Halberstadt, die Brüder Siverd und Dietrich von Rotthingen (Rössing) mit dem Erbmarschallamt im Hochstift Halberstadt. Das erbliche Hofamt bekleideten sie auch noch späterhin im Königreich Preußen für das seit 1648 säkularisierte Fürstentum Halberstadt. 1416 ernannte der römisch-deutsche König Sigismund denselben Siverd von Rössing zusätzlich zum Reichsvogt der Silberstadt Goslar, die noch im 14. Jahrhundert in schwere Fehden mit Angehörigen der Familie von Rössing verwickelt gewesen war.
Die Würde eines Erbküchenmeisters des Fürstentums Calenberg bekleideten die Rössings seit 1506, als Herzog Erich der Ältere ihnen das erbliche Hofamt mit seinen Einkünften verlieh.
Im Großherzogtum Oldenburg wurde der Freiherrenstand am 16. Dezember 1867, in Preußen am 29. März 1870 und am 24. Mai 1872 anerkannt.

## Besitzungen
- Alvessem (Wüstung)
- Berßel
- Beuchte
- Hohenbüchen (Delligsen)
- Osterwieck
- Rössing (Nordstemmen)
- Stemmen (Barsinghausen)
- Suderode
- Wülperode

## Wappen
- Das ursprüngliche Stammwappen zeigte 3 (2:1) Rosen.
- Seit 1296 zeigt es im von Rot über Blau schräglinks geteiltem Schild einen gekrönten rotbezungten goldenen Löwen. Auf dem Helm mit rechts rot-goldenen, links blau-goldenen Decken der Löwe wachsend zwischen offenem, rechts rotem, links blauem Flug.[19]

## Bekannte Namensträger
- Siverd von Rössing (vor 1383–nach 1416), Ritter, Herr auf Rössing, Berßel, Suderode, Pfandherr der Schlösser Wiedelah, Poppenburg und Wülperode, seit 1398 Erbmarschall des Bistums Halberstadt, seit 1415 Kaiserlicher Reichsvogt der Silberstadt Goslar
- Irmgard von Rössing (seit 1430 verh. von Salder, † 1475), sie war eine Tochter Dietrich von Rössings, war mit Evert von Salder verheiratet und wurde im Blasiusstift beigesetzt, für das sie unter anderem einen Altar gestiftet hatte.[26]
- Ernst von Rössing (1762–1827), großherzoglich oldenburgischer Landrat und Landvogt in Cloppenburg
- Ferdinand Christoph Ludwig (Louis) Friedrich von Rössing (1790–1856), Königlich hannoverscher Landrat und Präsident der 1. Kammer des Königreichs Hannover
- August Freiherr von Rössing (1799–1870), Königlich hannoverscher Staatsminister[27]
- Peter Freiherr von Rössing (1805–1874), Großherzoglich oldenburgischer Staatsminister
- Alexander von Rössing (1818–1906), Gutsbesitzer, Landrat und Mitglied des Norddeutschen Reichstages
- Wilhelm von Rössing (1836–1899), preußischer General der Infanterie
- Nonus von Rössing (1841–1899), preußischer Generalleutnant
- Rudolf von Rössing (1846–1934), Kapitän zur See der Kaiserlichen Marine
- Kurt von Rössing (1868–1942), Vizeadmiral der Kaiserlichen Marine